# مرشح ميكانيكي

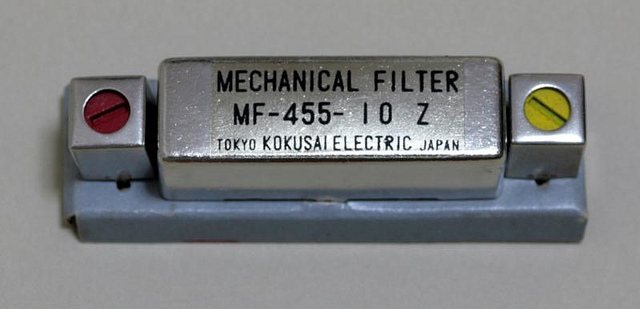
شكل 1. مُرشِّح ميكانيكي قامت بصناعته شركة كهرباء كوكوساي بهدف اختيار إشارات عرض المحزم 2 kHz الضيقة في أجهزة استقبال الراديو ذات SSB. ويعمل 455 kHzفي IF عادي بالنسبة لأجهزة الاستقبال وله أبعاد 45×15×15 mm (×× في).

المُرشِّح الميكانيكي هو مُرشِّح معالج الإشارة ويُستخدم عادةً بدلاً من المرشح الإلكتروني في ترددات الراديو، ويتشابه القصد من استخدامه مع المُرشِّح الإلكتروني العادي:؛ فكلاهما يعمد إلى تمرير مجموعة من ترددات الإشارة ومنع آخرين. ويعمل المُرشِّح على ذبذباتٍ ميكانيكية تناظر الإشارة الكهربائية، ففي أثناء إدخال الإشارات وإخراجها من المُرشِّح تقوم المبدلات بتحويل الإشارة الكهربائية إلى هذه الاهتزازات الميكانيكية ثم إعادتها مرةً أخرى.
إن كافة مكونات المُرشِّح الميكانيكي ما هي إلا إشارات تماثلية لمختلف العناصر الموجودة بالدوائر الكهربائية. وتخضع العناصر الميكانيكية للدوال الرياضية التي تُعد مماثلة لعناصرهم الكهربائية المناظرة، مما يتيح تطبيق تحليل الشبكة الكهربائية وطرق تصميم المُرشح على المُرشِّحات الميكانيكية. وقد طورت النظرية الكهربائية مكتبةً كبيرةً من الأشكال الرياضية تقدم مُرشِّحًا مفيدًا، استجابات التردد كما يستطيع مصمم المُرشِّح الميكانيكي استخدامها مباشرةً. ولكن لابد فقط من أن يتم وضع المكونات الميكانيكية عند القيم المناسبة لتقديم مُرشِّحًا ذو استجابةٍ مماثلة للنظير الكهربائي.
الصلب وسبائك النيكل والحديد هي المواد الشائع استخدامها في مكونات المُرشِّح الميكانيكي؛ ويُستخدم النيكل أحيانًا في أدوات توصيل المدخلات والمخرجات. وينبغي أن تُبرمج الرنانات المصنوعة من هذه المواد في المُرشِّح ليتم ضبطها بكل دقة مع تردد الرنين قبل التجميع النهائي.
وعلى الرغم من أن المُرشِّح الميكانيكي في هذه المقالة يعني المُرشِّح الذي يتم استخدامه في دورٍ كهروميكانيكي، إلا أنه من الممكن استخدام تصميم ميكانيكي في ترشيح اهتزازاتٍ ميكانيكية أو موجاتٍ صوتية (تُعد هي أيضًا ميكانيكية في الأساس) بشكلٍ مباشر، فمثلاً يمكن ترشيح استجابة تردد صوتي في تصميم خزائن مكبر الصوت من خلال مكونات ميكانيكية. وكما هو الحال في التطبيق الكهربائي، فهناك حاجةً إلى المُبدَّلات للتحويل بين المجالين الميكانيكي والكهربائي بالإضافة إلى التحويل بين المكونات الميكانيكية التي تماثل نظيراتها الكهربائية. ويتم عرض مجموعة مختارة كنماذج من الأنواع المختلفة لأشكال مكونات المُرشِّحات الميكانيكية والطوبولوجيات في هذه المقالة.
في البداية تم تطبيق نظرية المُرشِّحات الميكانيكية بغرض تحسين الأجزاء الميكانيكية في أجهزة الفونوغراففي حقبة العشرينات من القرن الماضي، وفي حقبة الخمسينات كان يتم تصنيع المُرشِّحات الميكانيكية كمكونات مستقلة بذاتها لاستخدامها في تطبيقات أجهزة إرسال الراديو وأجهزة الاستقبال المتطورة. وأدى «عامل الجودة» العالي Q، الذي يمكن أن تحققه الرنانات الميكانيكية، والذي يُعد أعلى بكثير مما يمكن أن يحققه رنان مستحث ومكثف (LC) كهربائي كامل، إلى إمكانية صُنع مُرشِّحات ميكانيكية ذات انتقائية ممتازة؛ حيث إن الانتقائية الجيدة تجعل مثل هذه المُرشِّحات جذابة للغاية، لأنها ذات أهمية في أجهزة استقبال الراديو. ويعمل الباحثون المعاصرون على المُرشِّحات الكهروميكانيكية الصغيرة: هذه الأجهزة الميكانيكية التي تماثل الدوائر المتكاملة الإلكترونية.

## عناصر المُرشِّح الميكانيكي
تتكون عناصر الدائرة الكهربائية الخطية ذات المكون الإلكتروني الفعَّال من مستحثات ومواسعات ومقاومات والتي لها خواص المحاثة، والمرانية (سعة كهربية عكسية) والمقاومة على التوالي. أما النظائر الميكانيكية لهذه الخواص فهي على التوالي: الكتلة والصلابة والتخميد. في معظم تصميمات المُرشِّحات الإلكترونية، لا يتم استخدام سوى عنصري المستحث والمواسع في جسم التصميم (على الرغم من أن المُرشِّح يمكن أن ينتهي بمقاومات عند الإدخال والإخراج). ولا توجد المقاومات في المُرشِّح النظري الذي يتألف من عناصرٍ مثالية، بينما تظهر فقط في التصميمات العملية ك عناصرٍ طفيلية غير مرغوب فيها، وكذلك من الممكن أن يتألف المُرشِّح الميكانيكي بشكلٍ مثالي فقط من مكونات ذات خواص الكتلة والصلابة، ولكن عمليًا توجد بعض خواص التخميد أيضًا.
إن النظائر الميكانيكية للجهد الكهربائي والتيار الكهربائي في هذا النوع من التحليل هي، على التوالي، القوة (F) والسرعة المتجهة (v) وتمثل إشارة الأشكال الموجية. وبُناءً على ذلك يمكن تعريف المعاوقة الميكانيكية على أساس التردد الزاوي التخيلي jω، الذي يتبع التماثل الكهربائي بالكامل.
| العنصر الميكانيكي | الصيغة (في بُعدٍ واحد)                             | المعاوقة الميكانيكية                 | النظير الكهربائي                    |
| ----------------- | ------------------------------------------------ | ------------------------------------ | ----------------------------------- |
| الصلابة، S        | {\displaystyle S={F \over x}}                    | {\displaystyle Z={S \over j\omega }} | المرانية، 1/C، مقلوب السعة الكهربية |
| الكتلة، M         | {\displaystyle M={\frac {F}{dv/dt}}={F \over a}} | {\displaystyle Z=j\omega M}          | المحاثة، L                          |
| التخميد، D        | {\displaystyle D={F \over v}}                    | {\displaystyle Z=D}                  | المقاومة، R                         |

ملاحظات:
- تمثل الرموز x، وt، وa الكميات المعتادة الخاصة بهم من: مسافة ووقت وتسارع على التوالي.
- من الممكن استخدام الكمية الميكانيكية المطاوعة، التي هي مقلوب الصلابة، بدلاً من الصلابة؛ بهدف تقديم توافق مباشِر أكثر للسعة الكهربية، بينما استُخدِمت الصلابة في الجدول لأنها الكمية الأكثر اعتيادًا.

ويُعرف المُخطط المعروض في الجدول على أنه تمثيل المعاوقة. وتطابق الرسومات التوضيحية للدوائر الناتجة عن استخدام تمثيل المعاوقة الكهربائية للنظام الميكانيكي التي تشهدها الدائرة الكهربائية؛ مما يجعل هذه الرسومات بديهية من منظور الهندسة الكهربائية. ويوجد أيضًا تماثل الحركية، التي تماثل فيها القوة التيار الكهربائي، وتماثل السرعة المتجهة الجهد الكهربائي. ويؤدي ذلك إلى نتائج صحيحة ومتساوية، ولكنها في حاجةٍ إلى استخدام مقلوبات النظائر الكهربائية المذكورة أعلاه. وبالتالي فإن؛ M → C، S → 1/L، D → G عندما تكون G هي التوصيل الكهربائي، أي مقلوب المقاومة. تتشابه الدوائر المعادلة التي يظهرها هذا المُخطط، بينما حين تكون أشكال المعاوقة المزدوجة للعناصر المتوالية متوازية تصبح المواسعات مستحثات وهكذا. تطابق الرسومات التوضيحية للدوائر الناتجة عن استخدام تماثل الحركية بشكلٍ أوثق الترتيب الميكانيكي للدائرة، مما يجعل هذه الرسومات بديهية من منظور الهندسة الميكانيكية. بالإضافة إلى تطبيقها على نظمٍ كهروميكانيكية، تُستخدم هذه التماثلات على نطاقٍ واسع للمساعدة في تحليل علم الصوت.
حتمًا سيمتلك أي مُكوِّن ميكانيكي كتلةً وصلابة، وهذا ما تتم ترجمته في المصطلحات الكهربائية لرنانٍ مستحث ومكثف؛ ألا وهو دائرة تتكون من مستحث ومواسع، وبالتالي تُعتبر المكونات الميكانيكية رنانات وتُستخدم غالبًا بهذه الصفة. ولا زال في الإمكان تمثيل المستحثات والمواسعات على أنها عناصر تجمعية منفردة في التنفيذ الميكانيكي من خلال تخفيض الخاصية غير المرغوب فيها (دون استبعادها تمامًا). من الممكن تصنيع المواسعات من قضبان طويلة ورفيعة؛ حتى تقل الكتلة للحد الأدنى وتزيد المرونة للحد الأقصى. ومن الناحية الأخرى، يمكن تصنيع المستحثات من قطعٍ صغيرة وواسعة؛ كي تزيد من الكتلة حتى الحد الأقصى مقارنةً بمرونة القطعة 
تعمل الأجزاء الميكانيكية كخط نقل للاهتزازات الميكانيكية. فإن كان طول الموجة أقصر مقارنةً بالجزء، حينئذٍ لن يصير نموذج العنصر التجمعي كما تم وصفه في الأعلى ملائمًا ويلزم استخدام نموذج العنصر الموزع بدلاً منه. حيث إن العناصر الموزِّعة الميكانيكية تُعد إشاراتٍ تناظرية بالكامل للعناصر الموزِّعة الكهربائية، كما أن مصمم المُرشِّح الميكانيكي يمكنه استخدام طرق تصميم عامل تصفية العناصر الموزعة الكهربائية.

## التاريخ

### البرقية التوافقية
لقد تم تطوير تصميم المُرشِّح الميكانيكي من خلال تطبيق الاكتشافات التي قدمتها نظرية المُرشِّح الكهربائي على الميكانيكا. ومع ذلك، فإن من أوائل الأمثلة على الترشيح الصوتي (خلال حقبة السبعينات) تَمثَّلت في "البرقية التوافقية"، والتي ظهرت تحديدًا لأن الرنين الكهربائي لم يكن مفهومًا تمامًا، بينما كان المهندسون على درايةٍ كبيرة بالرنين الميكانيكي (وخاصةً، الرنين الصوتي). ولكن لم يستمر هذا الوضع طويلاً؛ وذلك لأن الرنين الكهربائي كان معروفًا علميًا منذ مدةٍ قبل ذلك، كما أن المهندسين شرعوا مباشرةً في إنتاج كل التصميمات الكهربائية للمُرشِّحات. وبالرغم من ذلك، كان للبرقية التوافقية قدرًا من الأهمية. ونشأت الفكرة من دمج العديد من إشارات البرقية في خط برقية واحد بما يُعرف الآن باسم مضاعفة تقسيم التردد وبالتالي توفير الكثير من تكاليف تثبيت الخط. حيث كان مفتاح كل مُشغِّل يقوم بتنشيط قصبة كهروميكانيكية ذات اهتزازات فتتحول هذه الاهتزازات إلى إشارةٍ كهربائية. أما الترشيح في المُشغِّل المُستلِم كان يتم من خلال قصبة مشابهة مضبوطة على نفس التردد تحديدًا، فلا تصدر اهتزازاتٍ وصوتًا من الناقلات إلا عن طريق المُشغِّل ذي الضبط المتطابق.
قام كلٌ من إليشا غراي (Elisha Gray)، وألكسندر غراهام بل (Alexander Graham Bell)، وإرنست ميركادير (Ernest Mercadier) وآخرون بتطوير أنواعٍ من البرقية التوافقية. لما كانت للبرقية التوافقية من قدرةٍ على العمل كمبدل صوتٍ من وإلى المجال الكهربائي، فاستطاعت بذلك أن تمهد السبيل لاختراع الهاتف.
ل

### الدوائر المعادلة الميكانيكية
بمجرد بدء وضع أساسيات تحليل الدائرة الكهربائية، لم يستغرق الأمر طويلاً حتى تم تنفيذ أفكار نظريات المعاوقة المركبة وتصميم المرشح في الميكانيكا بالتماثل. كان كلٌ من كينيلي، الذي كان مسؤولاً أيضًا عن تقديم المعاوقة المُركبَّة، وويبستر أول من استخدم مفهوم المعاوقة في النظم الميكانيكية عام 1920. أما مفاهيم المسامحة الميكانيكية وتماثل الحركية المرتبطة بها فجاءت بعد ذلك بكثير على يد فايرستون عام 1932.
لم يكن تطوير تماثل ميكانيكي أمرًا كافيًا. فهذا يمكن تطبيقه على المشكلات المتواجدة بالكامل في المجال الميكانيكي، ولكن فيما يخص المُرشِّحات الميكانيكية ذات التطبيق الكهربائي فمن الضروري إلحاق المُبدِّل بالتماثل أيضًا. وفي عام 1907، كان بوانكاريه (Poincaré) أول من وصف المُبدِّل على أنه زوج من معادلات الجبر الخطي الذي يربط بين متغيراتٍ كهربائية (الجهد والتيار) ومتغيراتٍ ميكانيكية (القوة والسرعة المتجهة). ويمكن التعبير عن هذه المعادلات كعلاقة مصفوفة كما هي الطريقة في معالم-z لدائرة ثنائية القطبين في نظرية كهربائية، والتي تتماثل كليًا بالنسبة لها::
{\displaystyle {\begin{bmatrix}V\\F\end{bmatrix}}={\begin{bmatrix}z_{11}&z_{12}\\z_{21}&z_{22}\end{bmatrix}}{\begin{bmatrix}I\\v\end{bmatrix}}}
عندما يمثل الرمز V والرمز I الجهد والتيار على التوالي في الجانب الكهربائي للمُبدِّل.
كان ويجل، في عام 1921، أول من عبَّر عن هذه المعادلات من حيث المعاوقة الميكانيكية فضلاً عن المعاوقة الكهربائية. ويمثل العنصر
{\displaystyle z_{22}} المعاوقة الميكانيكية للدائرة المفتوحة: وهي المعاوقة التي يعرضها الجانب الميكانيكي للمُبدِّل عندما لا يدخل أي تيار للجانب الكهربائي. وعلى العكس، يمثل العنصر {\displaystyle z_{11}} المعاوقة الكهربائية المُثبَّتة: وهي المعاوقة التي يعرضها الجانب الكهربائي عندما يكون الجانب الميكانيكي مُثبَّتًا وممنوعًا من الحركة (أي أن السرعة المتجهة تساوي صفر). أما العنصرين المتبقيين: {\displaystyle z_{21}} و{\displaystyle z_{12}}، فيمثلان مهام النقل إلى الأمام والعكس على التوالي. وبمجرد انتشار هذه الأفكار، استطاع المهندسون استخدام النظرية الكهربائية في المجال الميكانيكي بالإضافة إلى تحليل نظامٍ كهروميكانيكي كوحدةٍ متكاملة.

### نسخ الصوت

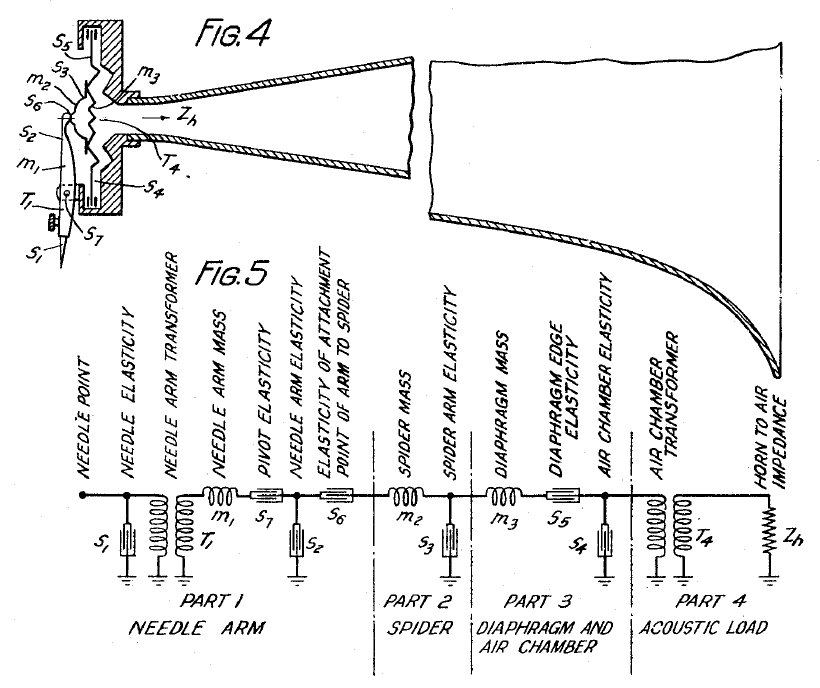
الشكل 2. آلية الفونوغراف لهاريسون ودائرتها الكهربائية المُعادِلة.

من أوائل التطبيقات لهذه الأدوات النظرية الجديدة كانت من خلال نسخ الصوت في الفونوغراف. ولكن تكررت مشكلة في تصميمات الفونوغراف المبكرة وتمثلت في تسبُب دوائر الرنين الميكانيكية أثناء الالتقاط وآلية نقل الصوت في إحداث ارتفاع وانخفاض ملحوظين في استجابة التردد، مما أدي إلى رداءة جودة الصوت. وفي عام 1923، قدم هاريسون في شركة ويسترن إليكتريك (Western Electric Company) براءة اختراع فونوغراف جاء تصميمه الميكانيكي بالكامل على شكل دائرة كهربائية. فقدم هاريسون بوق الفونوغراف كخط نقل، وحِمل مقاوم لباقي الدائرة، بينما تتم ترجمة جميع الأجزاء الميكانيكية والصوتية—من إبرة الالتقاط مرورًا بكافة الأجزاء وحتى البوق—إلى مكوناتٍ تجمعية طبقًا لتمثيل المعاوقة. بينما تُعد الدائرة المُتصل بها طوبولوجيا سلم لدوائر رنين متوالية بالإضافة إلى مواسعات المُجزئ. وهذا ما يمكن النظر إليه على أنه دائرة مرشح تمرير النطاق؛ وذلك لأن هاريسون صمَّم قيم مكونات هذا المُرشِّح كي يصبح لديها تمرير نطاق مُحدَّد يماثل تمرير النطاق السمعي المطلوب (في هذه الحالة 100 Hz to 6 kHz) واستجابة مسطحة أيضًا. وتم تحويل ترجمة قيم العنصر الكهربائية مرةً أخرى إلى مواصفات مقدمة لكمياتٍ ميكانيكية للمكونات الميكانيكية من حيث الكتلة والصلابة، والتي يمكن بالتالي ترجمتها إلى أبعادٍ مادية بهدف التصنيع. ومن هنا تم إنتاج فونوغراف ذي استجابة تردد سطحية في تمرير النطاق كما أنه أصبح خاليًا من دوائر الرنين التي شهدتها أجهزة الفونوغراف السابقة. وبعد فترةٍ قصيرة، قدم هاريسون براءة اختراع جديدة باستخدام نفس المنهجية في إرسال الهاتف واستقبال المُبدِّلات.

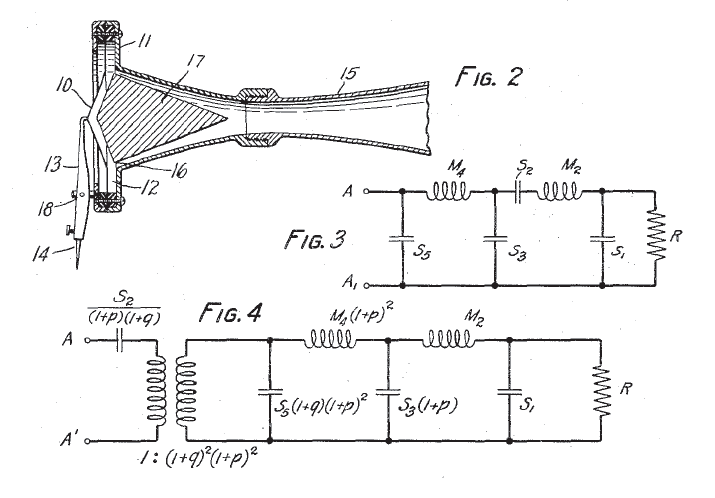
الشكل 3. مُرشِّح نورتون الميكانيكي مصحوبًا بدائرته المُعادلة الكهربائية.

استخدم هاريسون نظرية كامبيل (Campbell) الخاصة بمُرشِّح الصورة والتي كانت أكثر نظريات المُرشِّحات تقدمًا في ذلك الوقت. وفي هذه النظرية، كان يُنظر إلى تصميم المُرشِّح على أنه مشكلة في توفيق المعاوقة بالأساس. ثم قدم نورتون ( Norton) نظريته الأكثر تقدمًا عن المُرشِّحات عام 1929 في مختبرات بل في محاولة لتجاوز هذه المشكلة. اتبع نورتون نفس النهج العام على الرغم من أنه لاحقًا وصف المُرشِّح الذي صممه لدارلينغتون (Darlington) بأنه «مسطح إلى أقصى حد». سبق تصميم نورتون الميكانيكي مقالة باترورث (Butterworth) الأكاديمية، والذي يرجع إليه الفضل عادةً على أنه أول من وصف مُرشِّح مسطح إلى أقصى حد. تتوافق المعادلات التي قدمها نورتون عن مُرشِّحه مع مُرشِّح باترورث أحادي الطرف، وهذا يعني أن هذا المُرشِّح مزود بمصدر جهد كهربائي مثالي بلا معاوقة، بينما الشكل الذي يظهر عادةً في النصوص يكون للمُرشِّح مزدوج الطرف المزود بمقاومات عند طرفي النهاية، مما يجعل إدراك ماهية عمل التصميم أمرًا صعبًا. وتظهر سمة أخرى غير معتادة في تصميم مُرشِّح نورتون وهو المواسع المتوالي، والذي يمثل صلابة الديافراجم. ويُعد هذا المواسع المتوالي الوحيد من بين ما قدمه نورتون، وبدونه كان من الممكن تحليل المُرشِّح على أنه نموذج الترددات المنخفضة. وقام نورتون بإخراج المواسع من جسم المُرشِّح ووضعه في المدخلات من أجل وضع محوِّل بداخل الدائرة المُعادِلة (الشكل 4 نورتون). وللقيام بذلك استخدم نورتون تحويل معاوقة ب«استدارة حول L».
جاء الوصف المُحدَّد لهذا الموضوع في هذه الفترة في مقالة ماكسفيلد وهاريسون عام 1926، ففي هذه المقالة لم يكتفِ المؤلفان بشرح كيفية تطبيق مُرشِّحات تمرير النطاق الميكانيكية على نظم نسخ الصوت، بل قاموا بتطبيق نفس الأسس على نظم التسجيل وأضافوا كذلك شرحًا لرأس قاطع للأسطوانات أكثر تطورًا.

### الإنتاج الضخم
بدأت شركة كولينز راديو ( Collins Radio Company) أول إنتاج ضخم للمُرشِّحات الميكانيكية في حقبة الخمسينات، وكانت هذه المُرشِّحات مُصمَّمة في الأساس لتطبيقات تقسيم التردد المتعددة للهاتف لما في استخدام المُرشِّحات ذات الجودة العالية من مزايا تجارية. دقة نطاق التحويل وانحداره يؤدي إلى انخفاض عرض النطاق الحائل للتداخل، والذي يؤدي بدوره إلى إمكانية إقحام قنوات هاتفية أكثر بداخل نفس الكابل. ويُمكن لأجهزة إرسال الراديو أن تستفيد من هذه السمة للسبب ذاته أيضًا. فسرعان ما لاقت المُرشِّحات الميكانيكية رواجًا في محطات (IF) التردد المتوسط لراديو VHF/UHF في أجهزة الراديو المتطورة والتي قامت بتصنيعها شركة كولينز كأجهزة الراديو (العسكرية، والبحرية، وراديو اللاسلكي وما شابه). وتم تفضيل المُرشِّحات الميكانيكية في التطبيق الإذاعي؛ لاستطاعتها تحقيق عوامل جودة عالية للغاية أكثر من مُرشِّح LC المُعادِل. تعطي الجودة Q العالية الفرصة لتصميم مُرشِّحات ذات انتقائية عالية، ولهذا أهمية في تمييز قنوات الراديو المتجاورة في أجهزة الاستقبال. بالإضافة إلى ميزة الثبات التي تختص بها هذه المُرشِّحات عن مُرشِّحات LC والمُرشِّحات البلورية المتراصة. وتُعتبر الرنانات الحدرجية هي التصميم الأكثر رواجًا لتطبيقات الراديو لأن التردد المتوسط IF يقع عادةً في نطاق 100 وحتى 500 كيلوهرتز.

## المُبدِّلات

الشكل 4. مُبدِّلات مُرشِّح ميكانيكي. أ مُبدِّل تقبُّض مغناطيسي. ب مُبدِّل كهربائي انضغاطي من نوع لانجفان. ج مُبدِّل كهربائي انضغاطي حدرجي.

تُستخدم كلاً من مُبدِّلات التقبض المغناطيسي والمُبدِّلات الكهربائية الانضغاطية في المُرشِّحات الميكانيكية. وفي التصميمات الحديثة، يتم تفضيل المُبدِّلات الكهربائية الانضغاطية حيث يمكن استخدام المادة الكهربائية الانضغاطية أيضًا كواحدة من رنانات المُرشِّح، وبالتالي ينخفض عدد المكونات وتزداد المساحة. كما أنها تتجنب قابلية التأثر بالمجالات المغناطيسية الخارجية لمُبدِّل التقبُّض المغناطيسي.

### التقبُّض المغناطيسي
تقوم مادة التقبُّض المغناطيسي بتغيير الشكل عندما يتم تطبيق مجال مغناطيسي، وعلى النقيض، تنتج مجالاً مغناطيسيًا حين تتشوه. يتطلب مُبدِّل التقبُّض المغناطيسي ملفًا من السلك الموصل حول مادة التقبُّض المغناطيسي، فإما يحث الملف مجالاً مغناطيسيًا في المُبدِّل ويديره أو يلتقط تيارًا مستحثًا من حركة المُبدِّل عند مخرجات المُرشِّح. وكذلك من الضروري عادةً استخدام مغناطيس صغير لجعل مادة التقبُّض المغناطيسي تعمل في مدى التشغيل الخاص بها فقط. ويمكن الاستغناء عن المغناطيس إذا كان الجانب الكهربائي يقوم بأداء هذه المهمة من خلال إمدادd.c. تيار مضاف على الإشارة ولكن هذا النهج ربما ينتقص من شمولية تصميم المُرشِّح.
ومواد التقبُّض المغناطيسي المعتاد استخدامها في المُبدِّل إما: فرّيت أو حديد مسحوق ومضغوط. وفي معظم تصميمات المُرشِّح الميكانيكي تقترن الرنانات بأسلاك من الصلب أو أسلاك حديد ونيكل، ولكن في بعض التصميمات، وخاصةً القديمة منها، يمكن استخدام سلك النيكل في قضبان المدخلات والمخرجات؛ لأنه من الممكن لف ملف المُبدِّل مباشرةً على سلك توصيل من النيكل حيث إن النيكل يُعد تقبُّضًا مغناطيسيًا إلى حدٍ ما. وعلى الرغم من ذلك، فإنه ليس قويًا بما فيه الكفاية وقدرة التوصيل بالدائرة الكهربائية لديه تكون ضعيفة. وظهر لهذا المُخطط عيبًا ألا وهو التيارات الدوامية: وهي مشكلةً يمكن تجاوزها إن تم استخدام الفرّيت بدلاً من النيكل.
يضيف ملف المُبدِّل بعض التبادلية للجانب الكهربائي من المُرشِّح. ومن الشائع إضافة مواسع بالتوازي مع الملف فينتج عن ذلك تشكيل رنان إضافي يمكن إدراجه في تصميم المُرشِّح، ومع أن ذلك لن يتمكن من تحسين الأداء للدرجة التي يمكن أن يقوم بها رنان ميكانيكي إضافي، إلا أن له بعض الفائدة لأن الملف سيظل موجودًا في كل الأحوال.

### المواد الكهربائية الانضغاطية
تقوم المادة الكهربائية الانضغاطية بتغيير الشكل عندما يتم تطبيق مجال كهربي، وعلى النقيض، تنتج مجالاً كهربيًا حين تتشوه. ويُصنع المُبدِّل الكهربائي الانضغاطي، في جوهره، ببساطة من خلال طلي الأقطاب الكهربائية وحتى المادة الكهربائية الانضغاطية. ولم يكن للمواد الكهربائية الانضغاطية المبكرة التي كانت تُستخدم في المُبدِّلات كتيتانات باريوم ثبات حراري قوي، وحال ذلك دون أن يؤدي المُبدِّل مهامه كواحد من الرنانات؛ لذلك أصبح مكونًا منفصلاً. وقامت تيتانات زركونات الرصاص (واختصارها PZT) بحل هذه المشكلة لأنها ثابتة بما يكفي وتصلح لاستخدامها كرنان. ومن المواد الكهربائية الانضغاطية الشائع استخدامها أيضًا مادة المرو (معدن)، والتي تُستخدم كذلك في المُرشِّحات الميكانيكية. ومع ذلك فإن مواد الخزف كتيتانات زركونات الرصاص PZT يُفضل استخدامها أكثر لأن درجة التوصيل الكهروميكانيكية الخاصة بها أكبر.
ومن أنواع المُبدِّلات الكهربائية الانضغاطية نوع لانجفان، والذي يُسمَّى على اسم مُبدِّل استخدمه بول لانجفان (Paul Langevin) في بحث سونار مُبكر. وهذا النوع صالح للوسائط الطولية للاهتزاز، كما يمكن استخدامه أيضًا في رنانات ذات وسائط اهتزازاتٍ أخرى، إن أمكن تحويل الحركة ميكانيكيًا إلى حركةٍ طولية. ويتألف المُبدِّل من طبقة من مادة كهربائية انضغاطية محشورة بالعرض في قضيب توصيل أو رنان.
وتنحشر المادة الكهربائية الانضغاطية بالطول في نوعٍ آخر من المُبدِّلات الكهربائية الانضغاطية، وتكون في الغالب بداخل الرنان نفسه. ويُعد هذا النوع صالحًا لوسائط الاهتزاز الحدرجية، ويُسمى مُبدِّل حدرجي.

## الرنانات
| المادة           | عامل الجودة                                    |
| ---------------- | ---------------------------------------------- |
| النيكل           | عدة مئات                                       |
| الصلب            | عدة آلاف                                       |
| ألومنيوم         | ~عشرة آلاف                                     |
| سبيكة نيكل وحديد | من عشرة آلاف وحتى خمسة وعشرين ألفًا حسب التركيب |

يمكن عن طريق استخدام رناناتٍ ميكانيكية تحقيق Q عال للغاية. حيث إن الرنانات الميكانيكية لديها إجماليًا حوالي عشرة آلاف Q وخمسة وعشرين ألفًا آخرين يمكن تحقيقها في الرنانات الحدرجية باستخدام سبيكة حديد ونيكل معينة. ويُعد هذا الرقم مرتفعًا بشكلٍ غير معقول كي يتحقق من خلال رنان مستحث ومكثف LC، ينخفض عامل جودته Q نتيجة مقاومة بكرات المستحثات.
وقد بدأت التصميمات المبكرة في حقبتي الأربعينيات والخمسينيات باستخدام الصلب كمادة رنان. وأفسح ذلك الطريق أمام سبائك الحديد والنيكل؛ أولاً لتحقيق أقصى قدر من عامل الجودة Q لأنه أول طلب عادةً في المُرشِّحات الميكانيكية قبل السعر. ويوضح الجدول بعض المعادن التي يتم استخدامها في رنانات المُرشِّح الميكانيكي وكذلك في عوامل الجودة Q الخاصة بها.
كما تُستخدم بلورات كهربائية انضغاطية أحيانًا في تصميمات المُرشِّح الميكانيكي. وهذا ينطبق بشكلٍ خاص على الرنانات التي تعمل أيضًا كمُبدِّلات للمدخلات والمخرجات.
هناك ميزة للمُرشِّحات الميكانيكية تجعلها تتفوق على المُرشِّحات الكهربائية LC وهي أنها ثابتة تمامًا. ويمكن جعل تردد الرنين ثابتًا للغاية أي يتغير فقط بنسبة 1.5&nbsp جزء في المليون (ppb) من القيمة المحددة على نطاق التشغيل الحراري (−25 to 85 °C)، والانجراف المتوسط بوقتٍ يمكن أن يقل بنسبة 4&nbsp ppb في اليوم. ويعتبر هذا الثبات الحراري سببًا آخر لاستخدام الحديد والنيكل كمادة الرنان. وترتبط التغيرات الحرارية في تردد الرنين (والخواص الأخرى الخاصة بوظيفة التردد) مباشرةً بالتغيرات في معامل يونغ، الذي هو مقياسًا لصلابة المادة. ولذلك جرى البحث عن موادٍ لها مقاومة معامل حراري طفيفة من معامل يونغ. وفي العموم، يمتلك معامل يونغ مقاومة معامل حراري سالبة (وبالتالي تصبح المواد أقل صلابةً وتتزايد حرارتها) ولكن إن تمت إضافة كمياتٍ صغيرة من عناصرٍ أخرى بعينها في السبيكة،  يمكن إنتاج مادة ذات مقاومة معامل حراري تقوم بتغيير العلامة الحرارية من السالب مرورًا بالصفر وحتى الموجب. ومثل هذه المادة تكون مقاومة معاملها الحراري صفرًا وتردد رنين حول درجة حرارة بعينها. ويمكن ضبط نقطة الصفر في مقاومة المعامل الحراري حتى الدرجة المرغوب فيها من خلال المعالجة الحرارية للسبيكة.

### وسائط الرنان

الشكل 5. بعض الوسائط الاهتزازية الممكنة للرناناتعادةً

ما يكون ممكنًا للجزء الميكانيكي أن يهتز في عددٍ من الوسائط المختلفة، وبالرغم من ذلك فإن التصميم سوف يرتكز على وسيط اهتزازي معين ويقوم المصمم بإجراء محاولاتٍ لتركيز الرنين في هذا الوسيط. وكما يُستخدم الوسيط الطولي المستقيم، يتم استخدام بعض الوسائط الأخرى ومن ضمنها وسيط الثني والوسيط الحدرجي والوسيط الشعاعي ووسيط رأس الطبلة الدائرية.
يتم ترقيم الوسائط طبقًا لعدد نصف الأطوال الموجية في الاهتزاز. تعرض بعض الوسائط الاهتزازات في أكثر من اتجاه (مثل وسيط رأس الطبلة الدائرية الذي يعرضها في اتجاهين)، وبالتالي يتكون رقم الوسيط من أكثر من رقم. حين يكون الاهتزاز في أحد الوسائط العالية، ستوجد أنابيب متعددة في الرنان ولن تنشأ حركة. ويمكن لذلك، في بعض أنواع الرنان، أن يوفر مكانًا ملائمًا لصنع مرفق ميكانيكي للدعم الهيكلي. فالأسلاك المرفقة بالأنابيب لن يكون لها تأثيرٌ على اهتزاز الرنان أو استجابة المُرشِّح ككل. في الشكل الخامس، عرض لبعض نقاط الارتكاز الممكنة كأسلاك مرفقة بالأنابيب. الوسائط المعروضة: (5أ) الوسيط الطولي الثاني مُثبَّت بطرف نهاية واحد، و (5ب) الوسيط الحدرجي الأول، و (5ج) الوسيط الحدرجي الثاني، و (5د) وسيط الثني الثاني، و (5ه) وسيط التوسع الشعاعي الأول، و (5و) الوسيط الأول لرأس الطبلة الدائرية المتماثل شعاعيًا.

## تصميمات الدائرة

الشكل 6. مُرشِّح ميكانيكي يستخدم رنانات ثني قرصية ومُبدِّلات تقبُّض مغناطيسي

الشكل 7. مُرشِّح يستخدم رنانات طولية ومُبدِّلات من نوع لانجفان

الشكل 8أ. مُرشِّح يستخدم رنانات حدرجية. في المدخلات يوجد مُبدِّل كهربائي انضغاطي حدرجي، أما المخرجات فبها مُبدِّل تقبُّض مغناطيسي.

الشكل 8ب. دائرة معادلة لدائرة الرنان الحدرجي بالأعلى

الشكل 9. مُرشِّح يستخدم رنانات رأس الطبلة القرصية

هناك العديد من التركيبات للرنانات والمُبدِّلات التي يمكن استخدامها لإنشاء مُرشِّحٍ ميكانيكي. تعرض الرسومات التوضيحية مجموعة من هذه التركيبات: فيوضح الشكل 6 مُرشِّحًا يستخدم رنانات ثني قرصية ومُبدِّلات تقبُّض مغناطيسي، يقوم المُبدِّل بدفع مركز الرنان الأول فيؤدي إلى اهتزازه، ثم تتحرك حواف القرص في طور حركة اهتزازية مضاد حتى المركز عندما تكون الإشارة المُحرِّكة في دائرة الرنين، أو بالقرب منها، وتنتقل الإشارة عبر قضبان توصيل إلى الرنان التالي. وعندما لا تكون الإشارة المُحرِّكة قريبة من دائرة الرنين، لن تنشأ حركة تُذكر عند الحواف ويرفض المُرشِّح الإشارة (أي لا يمررها). أما الشكل 7 فيوضح فكرةً مشابهة تشتمل على رنانات طولية متصلة ببعضها في سلسلة عن طريق قضبان توصيل. وفي هذا الرسم التوضيحي، تدفع مُبدِّلات كهربائية انضغاطية المُرشِّح. أو يمكن استخدام مُبدِّلات تقبُّض مغناطيسي وستعطي نفس النتيجة. ويوضح الشكل 8 مُرشِّحًا يستخدم رناناتٍ حدرجية. وفي هذا الرسم التوضيحي، لدى المدخلات مُبدِّلاً كهربائيًا انضغاطيًا حدرجيًا، أما المخرجات فبها مُبدِّل تقبُّض مغناطيسي. وربما يُعد ذلك غير معتاد بشكلٍ كبير في تصميمٍ واقعي، حيث إنه في العادة تحمل المدخلات والمخرجات نفس نوع المُبدِّل. تم عرض مُبدِّل التقبُّض المغناطيسي هنا فقط بغرض توضيح كيف يمكن للاهتزازات الطولية أن تتحول إلى اهتزازاتٍ حدرجية والعكس. ويوضح الشكل 9 مُرشِّحًا يستخدم رناناتٍ ذات وسيط رأس الطبلة. يتم تثبيت حواف الأقراص على غطاء المُرشِّح (ليس ظاهرًا في الرسم التوضيحي) فيصبح الاهتزاز في نفس الوسائط مثل غشاء الطبلة. وأطلقت شركة كولينز على هذا النوع اسم مُرشِّح سلكي قرصي.
تتناسب الأنواع المتعددة من الرنانات خاصةً مع نطاقات التردد المختلفة. وبوجهٍ عام، يمكن للمُرشِّحات الميكانيكية ذات العناصر التجمعية من كل الأنواع أن تغطي ترددات من حوالي 5 وحتى 700 كيلوهرتز على الرغم من أن المُرشِّحات الميكانيكية تنخفض على نحوٍ يصل إلى قليلٍ من كيلو هرتز (kHz) النادرة. وأفضل تغطية للجزء الأسفل من هذا النطاق، أقل من 100 كيلوهرتز، تكون برنانات ثني قضيبية. أما الجزء الأعلى فأفضل تغطية له الرنانات الحدرجية. ويتم استخدام رنانات رأس الطبلة القرصية في المنتصف، حيث تغطي النطاق من حوالي 100 وحتى 300 كيلوهرتز.
يمكن التعبير عن سلوك استجابة التردد لجميع المُرشِّحات الميكانيكية كدائرة كهربائية معادلة تستخدم تمثيل المعاوقة المذكور سالفًا. ومثالٌ على ذلك في الشكل 8ب والذي يُعد الدائرة المعادلة للمُرشِّح الميكانيكي الموضح في الشكل 8أ. يتم تجاهل العناصر الموجودة على الجانب الكهربائي، كالمحاثة لمُبدِّل التقبُّض المغناطيسي، ولكن يمكن أخذها في الاعتبار في التصميم الكامل. تمثل دوائر الرنان المتوالية في الرسم التوضيحي للدائرة الرنانات الحدرجية، وتمثل مواسعات المُجزئ أسلاك التوصيل. يمكن ضبط قيم مكونات الدائرة الكهربائية المعادلة، أكثر أو أقل حسب الرغبة، من خلال تعديل أبعاد المكونات الميكانيكية. وبهذه الطريقة، يمكن الأخذ في الاعتبار جميع الأدوات النظرية للتحليل الكهربائي وتصميم المُرشِّح في التصميم الميكانيكي. إن أي مُرشِّح قابل للتحقيق في نظرية كهربائية يمكن أن يصبح في الأساس مُرشِّحًا ميكانيكيًا أيضًا. وخاصةً، يمكن تحقيق تقريبات العناصر المحدودة الرائجة بسهولة على استجابة مُرشِّح مثالية لكلٍ من باترورث ومرشحات تشيبيشيف. وكما في النظير الكهربائي، كلما تم استخدام عناصر أكثر أصبح التقريب قريبًا من النموذج المثالي، ومع ذلك، لا يتخطى عدد الرنانات في العادة الثمانية لأسبابٍ عملية.

### تصميمات نصف تجمعية

الشكل 10أ. تصميم نصف تجمعي باستخدام رنانات ثني قرصية وأسلاك توصيل λ/2

الشكل 10ب. دائرة معادلة للدائرة نصف التجمعية بالأعلى

تُعد الترددات صاحبة الترتيب بال ميجاهرتز (MHz) أعلى من النطاق المعتاد للمُرشِّحات الميكانيكية. وبدأت المكونات تصبح صغيرةً جدًا، أو يمكن القول بأنها كبيرة إذا ما قورنت بطول موجة الإشارة. بدأ نموذج العنصر التجمعي الموضح سالفًا في التدهور ويجب اعتبار المكونات كعناصر مُوزِّعة. ويُعد التردد الذي يحدث فيه التحويل من النماذج التجمعية إلى المُوزِّعة أقل بكثير بالنسبة للمُرشِّحات الميكانيكية عن نظيراتها الكهربائية؛ وهذا لأن الاهتزازات الميكانيكية تنتقل بسرعة الصوت كي تصل للمادة المصنوع منها المكون. فبالنسبة للمكونات الصلبة، يعادل هذا سرعة الصوت في الهواء عدة مرات (15 مرة للحديد والنيكل) (343 m/s) ولكنه لا يزال إلى حدٍ كبير أقل من سرعة الموجات الكهرومغناطيسية (حوالي 3x108 m/s في الفراغ). وبالتالي، فإن أطوال الموجة الميكانيكية تُعد أقصر بكثير من أطوال الموجة الكهربائية لنفس التردد. ويمكن الاستفادة من هذه التأثيرات من خلال تصميم المكونات عن عمد لتكون عناصر مُوزِّعة، وكذلك يمكن الأخذ في الاعتبار المكونات والطرق المستخدمة في مرشحات العناصر الموزعة الكهربائية. من الممكن تحقيق مُعادِلات للأطوال ومحولات المعاوقة. يُشار إلى التصميمات التي تستخدم مزيجًا من العناصر التجمعية والمُوزِّعة كتصميمات نصف تجمعية.
ويعرض الشكل 10أ مثالاً على هذا التصميم. تُعد الرنانات من نوع الثني القرصية مشابهة للرنانات المعروضة في الشكل 6، عدا أن هذا النوع من الرنانات يتم تحفيزه من حافة، تؤدي إلى اهتزاز في وسيط الثني الأساسي ذي الأنبوب في المركز، بينما التصميم الموضح في الشكل 6 يتم تحفيزه من المركز ثم يؤدي ذلك إلى اهتزاز في وسيط الثني الثاني بدائرة الرنين. وتُرفق الرنانات ميكانيكيًا بالغطاء عن طريق محاور ارتكاز في زوايا يمينية إلى أسلاك التوصيل. وتضمن محاور الارتكاز دورانًا حرًا للرنان وتقلل الخسائر إلى أدنى حدٍ ممكن. يتم التعامل مع الرنانات على أنها عناصر تجمعية، ومع ذلك تُصنع أسلاك التوصيل من طول نصف موجة (λ/2) بالضبط ويتعادلون مع طول دائرة مفتوحة λ/2 في الدائرة المعادلة الكهربائية. أما بالنسبة إلى مُرشِّح نطاق ضيق، فإن لطول من هذا النوع دائرة معادلة تقريبية لدائرة تحويلية مضبوطة ومتوازية في الشكل 10ب. وبالتالي، فإن الهدف من وراء استخدام أسلاك التوصيل في هذا التصميم هو إضافة رناناتٍ أخرى بداخل الدائرة للحصول على استجابة أفضل من واحدة بها رنانات تجمعية وتوصيلات قصيرة. وبالنسبة للترددات الأعلى يمكن استخدام طرق كهروميكانيكية صغيرة كما سيتضح فيما يلي.

### أسلاك توصيل قنطري
تُعد أسلاك التوصيل القنطرية قضبانًا تصل ما بين الرنانات غير المتجاورة. ويمكن استخدامها في إنتاج أقطاب توهين في النطاق المانع. ويمثل ذلك فائدة في زيادة رفض النطاق المانع. عندما يوضع القطب بجوار حافة نطاق التمرير تحدث استفادة أيضًا من زيادة اللف للخارج وتقليل نطاق التحويل. يوضح الشكل 11 التأثيرات النموذجية لبعض هذه الأسلاك على استجابة التردد للمُرشِّح. ويمكن للتوصيل القنطري عبر رنان مفرد إنتاج قطب من التوهين في النطاق المانع العالي (الشكل 11ب). أما التوصيل القنطري عبر رنانين يمكنه أن ينتج قطبًا من التوهين في كلٍ من النطاق المانع العالي والمنخفض (الشكل 11ج). وكذلك سيؤدي استخدام توصيلاتٍ قنطرية متعددة إلى أقطابٍ متعددة من التوهين (الشكل 11د). وبهذه الطريقة، يمكن لتوهين النطاقات المانعة أن تتعمق على نطاق تردد واسع.

الشكل 11. الترتيبات التخطيطية للتوصيل القنطري وتأثيرها على استجابة التردد.

لا تقتصر طريقة التوصيل بين الرنانات غير المتجاورة على المُرشِّحات الميكانيكية، حيث يمكن تطبيقها على أنواع مُرشِّحاتٍ أخرى. فعلى سبيل المثال، يمكن قطع القنوات بين الرنانات التجويفية، ويمكن استخدام المحاثة التبادلية مع مُرشِّحات غير مترابطة التكوين، وكذلك استخدام المسارات الاسترجاعية مع تماثل أو مرشحات رقمية نشطة. لكن لم يكن أي مما سبق ذكره أول طريقة تم تطبيقها في مجال المُرشِّحات الميكانيكية؛ فقد ظهر الوصف الأول لمُرشِّحات تستخدم رنانات تجويفية ذات موجات صغرية في براءة اختراع عام 1948. وعلى الرغم من ذلك، فقد كان مصممو المُرشِّحات الميكانيكية (في الستينيات) أول من يطور مُرشِّحات عملية من هذا النوع وأصبحت الطريقة بعد ذلك خاصية مميزة للمُرشِّحات الميكانيكية.

## مُرشِّحات كهروميكانيكية صغرى

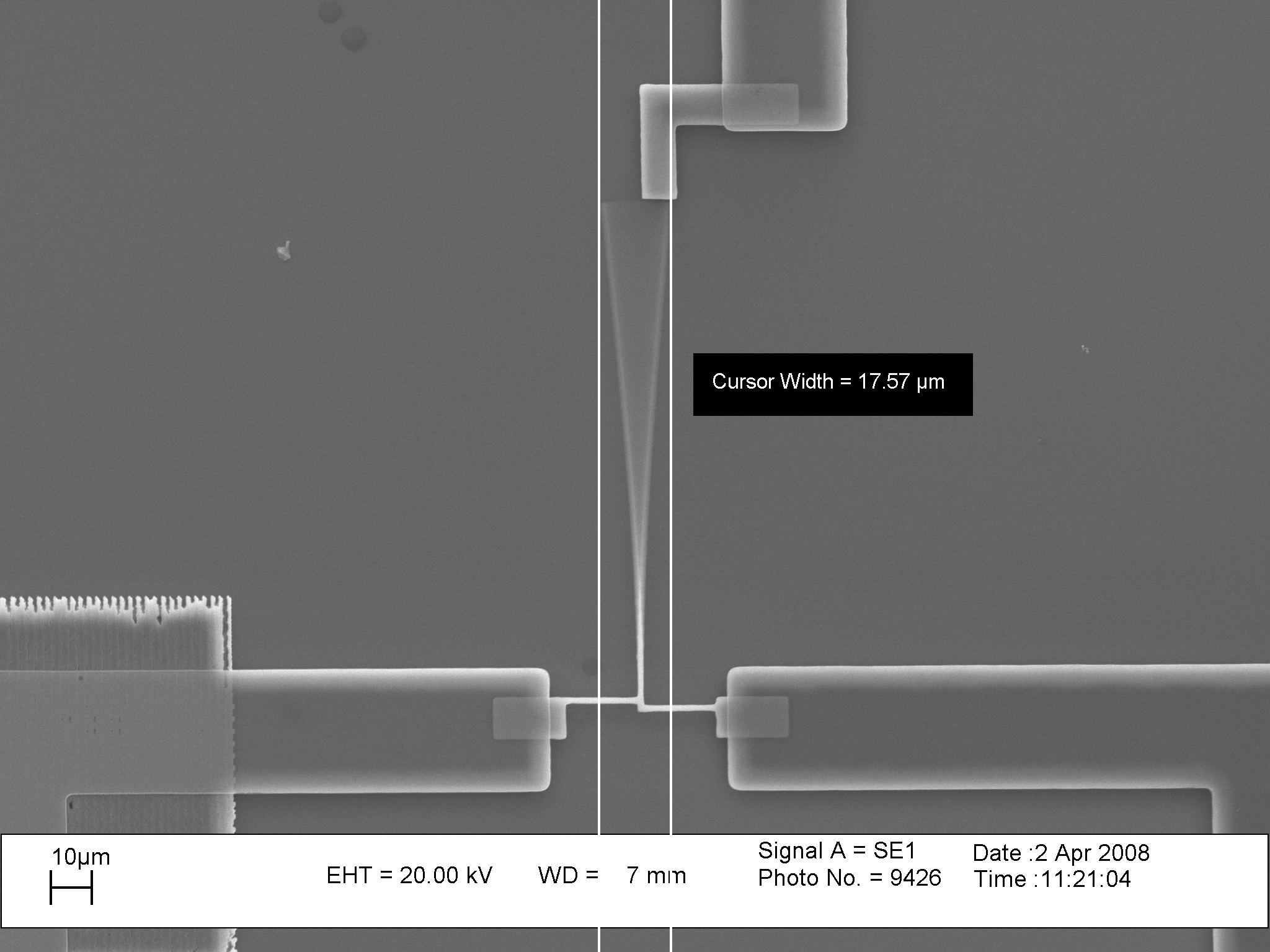
الشكل 12. رنان كابول لنظم كهروميكانيكية صغرى (MEMS). ويمكن رؤية أن الجهاز يهتز في هذه الصورة.

ظهرت تقنية جديدة في الترشيح الميكانيكي وهي النظم الكهروميكانيكية الصغرى (MEMS). تُعد MEMS آلات دقيقة جدًا بمكوناتٍ يُقاس حجمها ب الميكرومترات (μm)، ولكنها ليست في صغر حجم آلات النانو. ويتم في الغالب تصنيع هذه النظم من السليكون (Si)، أو نيتريد السليكون (Si3N4)، أو المبلمرات. وأحد المكونات شائعة الاستخدام في ترشيح تردد الراديو (وتطبيقات MEMS عامةً) هو رنان الكابول. وتُعتبر الكابولات مكوناتٍ ميكانيكية بسيطة التصنيع، وغالبًا يتم تصنيعها بنفس الطرق المستخدمة في صناعة أشباه الموصلات، من إخفاءٍ وطباعة ضوئية وخرط مع حفر تقوض نهائي لفصل الكابول عن الركيزة. ولهذه التقنية مستقبل واعد حيث إنه من الممكن إنتاج كابولات بأعدادٍ كبيرة على ركيزةٍ واحدة— بقدر الأعداد الكبيرة من الترانزيستورات التي تحتوي عليها حاليًا رقاقة سليكون واحدة.
يبلغ طول الرنان المعروض في الشكل 12 حوالي 120 μm. وتم إنتاج المُرشِّحات الكاملة التجريبية بتردد تشغيل يبلغ 30 جيجاهرتز باستخدام مكثفات متبدلة للكابول كما في عناصر الرنان. ويبلغ حجم هذا المُرشِّح حوالي 4×3.5 مم. ويتم تطبيق رنانات الكابول على تردداتٍ أقل من 200 ميجاهرتز، لكن البني الأخرى كالتجويفات الآلية الصغرى يمكن استخدامها في نطاقات موجات صغرية. كما يمكن تصنيع رنانات عامل جودة Q عالية للغاية من خلال هذه التقنية، وكذلك رنانات وسيط الثني بعامل جودة Q يُقدر بما يزيد عن 80,000 في 8 ميجاهرتز.

## الضبط
تتطلب التطبيقات الدقيقة التي تستخدم المُرشِّحات الميكانيكية أن تُضبط الرنانات بدقةٍ حسب تردد الرنين المحدد. وهذا يُعرف باسم التهذيب ويتضمن عادةً عملية استخدام آلات ميكانيكية. ولكن يصعُب، في معظم تصميمات المُرشِّحات، القيام بذلك بمجرد تجميع الرنانات في مُرشِّحٍ كامل، لذا يتم تهذيب الرنانات قبل التجميع. ويمر التهذيب بمرحلتين على الأقل: التغليظ والترقيق، وفي كل مرحلةٍ منهما يقترب تردد الرنين من القيمة المحددة. وتتضمن غالبية طرق التهذيب إزالة مواد من الرنان مما يزيد من تردد الرنين. يحتاج التردد المستهدف لمرحلة التغليظ من التهذيب بالتالي إلى أن يكون أقل من التردد النهائي حيث إن سماح العملية ربما ينتج بالعكس ترددًا أعلى مما يمكن أن تضبطه مرحلة الترقيق التالية من مراحل التهذيب.
وتُعد قلب طريقة التغليظ من مراحل التهذيب هي تجليخ سطح الرنان الأساسي، وتبلغ دقة هذه العملية حوالي ±800 ppm. وللحصول على تحكمٍ أفضل، يتحقق ذلك من خلال تجليخ حافة الرنان بدلاً من السطح الأساسي. ولا تؤثر هذه الطريقة بشكلٍ كبير وبالتالي تتحقق دقة أفضل. ومن العمليات التي يمكن استخدامها في التهذيب الترقيقي، من أجل زيادة الدقة، السفع الرملي، والتنقيب، والتذرية الليزرية. ويقدر التهذيب بالليزر على تحقيق دقة تبلغ ±40 ppm.
كان التهذيب باليد بدلاً من الآلة يُستخدم في بعض مكونات الإنتاج المبكرة ولكنه يمكن أن يتدخل عادةً الآن فقط أثناء تطوير المنتج. ومن الطرق المتاحة: الصنفرة والتبريد. كما يمكن أيضًا إضافة مادة للرنان باليد، وبالتالي يقل تردد الرنين. ومثل هذه الطريقة، إضافة سبيكة لحام، ولكنها ليست مناسبة للاستخدام الإنتاجي لأن سبيكة اللحام ستؤدي إلى تخفيض عامل جودة الرنان Q العالي.
في حالة مُرشِّحات النظم الكهروميكانيكية الصغرى (MEMS)، لا يمكن تهذيب الرنانات خارج المُرشِّح بسبب الطبيعة المتداخلة لبنية الجهاز. ومع ذلك، يظل التهذيب مطلوبًا في العديد من تطبيقات MEMS. ويمكن استخدام التذرية الليزرية لذلك، لكن طرق ترسيب المواد متاحة كما أن إزالتها أيضًا متاحة. وتشمل هذه الطرق: ليزر أو ترسيب مستحث لشعاع أيوني.

## الحواشي
1. ↑  ويُعد تمثيل المعاوقة النهج الأكثر شيوعًا (Gatti & Ferrari، pp.630–632)، ولكن تماثل الحركية يُستخدم في شركاتٍ من بينها شركة راديو كولينز  [لغات أخرى]‏ Inc، وهي شركة رئيسية لتصنيع المُرشِّحات الميكانيكية. (Johnson، 1968، p.41)
2. ↑  Ernest Mercadier article in French Wikipedia
3. ↑  انظر، مثلاً، "Thermelast 4002"، مثال خاص لمثل هذه السبيكة، استردت 8 April 2010. (في ألمانيا). أول سبيكة تم اكتشافها بها هذه الخاصية كانت سبيكة إلنفار Elinvar والتي تلقى بسببها هي وسبيكة إنفار Invar شارل إدوار غيوم (Charles Edouard Guillaume) جائزة نوبل عام 1920.وكان ذلك بمثابة التطبيق الأصلي للتعويض الحراري لأدوات القياس العلمية والساعات والكرونومترات البحرية. (Gould، p.201.) نسخة محفوظة 6 أغسطس 2020 على موقع واي باك مشين.

## قائمة المصادر
- Blanchard، J. "The history of electrical resonance"، Bell System Technical Journal، vol.23، pp. 415–433، 1944.
- Bureau of Naval Personnel، Basic Electronics: Rate Training Manual، New York: Courier Dover Publications، 1973 ISBN 0-486-21076-6.
- Carr، Joseph J. RF Components and Circuits، Oxford: Newnes، 2002 ISBN 0-7506-4844-9.
- Darlington، S. (1984). "A history of network synthesis and filter theory for circuits composed of resistors, inductors, and capacitors". IEEE Transactions on Circuits and Systems. ج. 31: 3. DOI:10.1109/TCS.1984.1085415.
- Eargle، John  [لغات أخرى]‏ Loudspeaker Handbook، Boston: Kluwer Academic Publishers، 2003 ISBN 1-4020-7584-7.
- Gatti، Paolo L.; Ferrari، Vittorio، Applied Structural and Mechanical Vibrations: Theory، Methods، and Measuring Instrumentation، London: Taylor & Francis، 1999 ISBN 0-419-22710-5.
- George، R. W. "Mechanically resonant filter devices"، U.S. Patent 2٬762٬985، filed 20th Sep 1952، issued 11th Sep 1956.
- Gould، Rupert T. The Marine Chronometer، London: Holland Press، 1960 246850269.
- Harrison، Henry C. "Acoustic device"، U.S. Patent 1٬730٬425، filed 11 October 1927 (and in Germany 21 October 1923)، issued 8 October 1929.
- Harrison، H. C. "Electromagnetic system"، U.S. Patent 1٬773٬082، filed 6 December 1923، issued 12 August 1930.
- Hunt، Frederick V. Electroacoustics: the Analysis of Transduction، and its Historical Background، Cambridge: Harvard University Press، 1954 2042530.
- Johnson، R.A. "Electrical circuit models of disk-wire mechanical filters"، IEEE Transactions: Sonics and Ultrasonics، vol.15، issue 1، January 1968، pp. 41–50، ISSN: 0018-9537.
- Johnson، Robert A. Mechanical filters in electronics، New York: Wiley، 1983 ISBN 0-471-08919-2
- Kasai، Yoshihiko; Hayashi، Tsunenori، "Automatic frequency adjusting method for mechanical resonators"، U.S. Patent 4٬395٬849، filed 22 October 1980، issued 2 August 1983.
- Levy، R. Cohn، S.B. "A History of microwave filter research، design، and development"، IEEE Transactions: Microwave Theory and Techniques، pp. 1055–1067، vol.32، issue 9، 1984.
- Lin، Liwei; Howe، Roger T.; Pisano، Albert P. "Microelectromechanical filters for signal processing"، Journal of Microelectromechanical Systems،vol.7، No.3، 1998، p. 286
- Lundheim، L. "On Shannon and "Shannon's formula"" نسخة محفوظة 24 يوليو 2011 على موقع واي باك مشين.، Telektronikk، vol. 98، no. 1، 2002، pp. 20–29.
- Mason، Warren P. "Electromechanical wave filter"، U.S. Patent 2٬981٬905، filed 20 August 1958، issued 25 April 1961.
- Matthaei، George L.; Young، Leo; Jones، E. M. T. Microwave Filters، Impedance-Matching Networks، and Coupling Structures، New York: McGraw-Hill 1964 282667.
- Norton، Edward L. "Sound reproducer"، U.S. Patent 1٬792٬655، filed 31 May 1929، issued 17 February 1931.
- Pierce، Allan D. Acoustics: an Introduction to its Physical Principles and Applications، New York: Acoustical Society of America 1989 ISBN 0-88318-612-8.
- Rosen، Carol Zwick; Hiremath، Basavaraj V.; Newnham، Robert Everest (eds) Piezoelectricity، New York: American Institute of Physics، 1992 ISBN 0-88318-647-0.
- de los Santos، Héctor J. RF MEMS Circuit Design for Wireless Communications، Boston: Artech House، 2002 ISBN 1-58053-329-9.
- Talbot-Smith، Michael Audio Engineer's Reference Book، Oxford: Focal Press، 2001 ISBN 0-240-51685-0.
- Taylor، John T.; Huang، Qiuting CRC Handbook of Electrical Filters، Boca Raton: CRC Press، 1997 ISBN 0-8493-8951-8.